# Karnit Flug

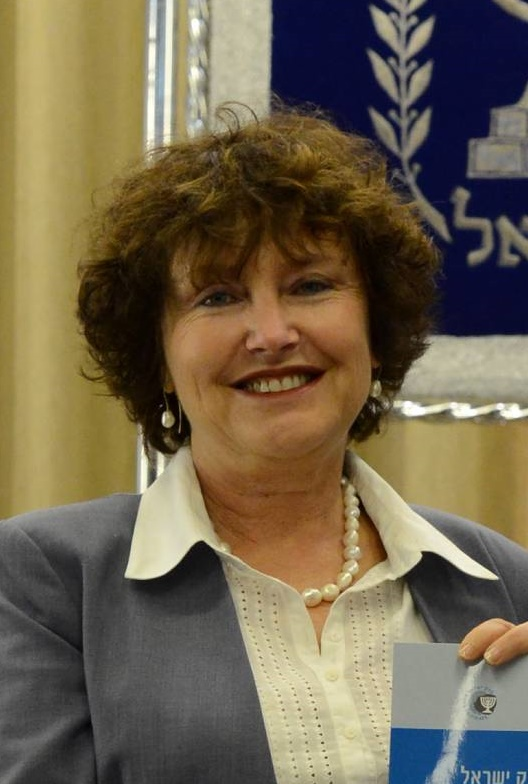
Karnit Flug

Karnit Flug (hebräisch קרנית פלוג; * 9. Januar 1955 in Warschau) ist eine israelische Ökonomin und von 2013 bis 2018 Gouverneurin der Israelischen Zentralbank. Sie war der erste weibliche Gouverneur der Bank of Israel.

## Leben
Flug ist die Tochter zweier Holocaust-Überlebenden. Ihr Vater ist der ehemalige Vorsitzende des Dachverbands der Holocaust-Überlebenden in Israel und des Internationalen Auschwitz Komitees (IAK), Noah Flug. Mit drei Jahren wanderte sie mit ihrer Familie nach Israel aus.
Sie studierte an der Hebräischen Universität in Jerusalem und an der Columbia University in New York City. Bereits während ihres Studiums arbeitete sie für den Internationalen Währungsfonds (IWF).
Nachdem Flug 1988 nach Israel zurückgekehrt war, arbeitete sie für die Forschungsabteilung der Notenbank und war später an einem Forschungsaufenthalt bei der Interamerikanischen Entwicklungsbank beteiligt.
2011 wurde Flug Stellvertreterin der Israelischen Zentralbank, bis sie 2013 nach sechsmonatiger kommissarischer Leitung offiziell zur Vorsitzenden ernannt wurde.